# Сарнано
Сарна́но (итал. Sarnano) — коммуна в Италии, располагается в регионе Марке, в провинции Мачерата.
Население составляет 3438 человек (2008 г.), плотность населения составляет 55 чел./км². Занимает площадь 62 км². Почтовый индекс — 62028. Телефонный код — 0733.
В коммуне 15 августа особо празднуется Успение Пресвятой Богородицы.

## Демография
Динамика населения:

## Администрация коммуны
- Официальный сайт: http://www.sarnano.sinp.net/